# 桂海铁路

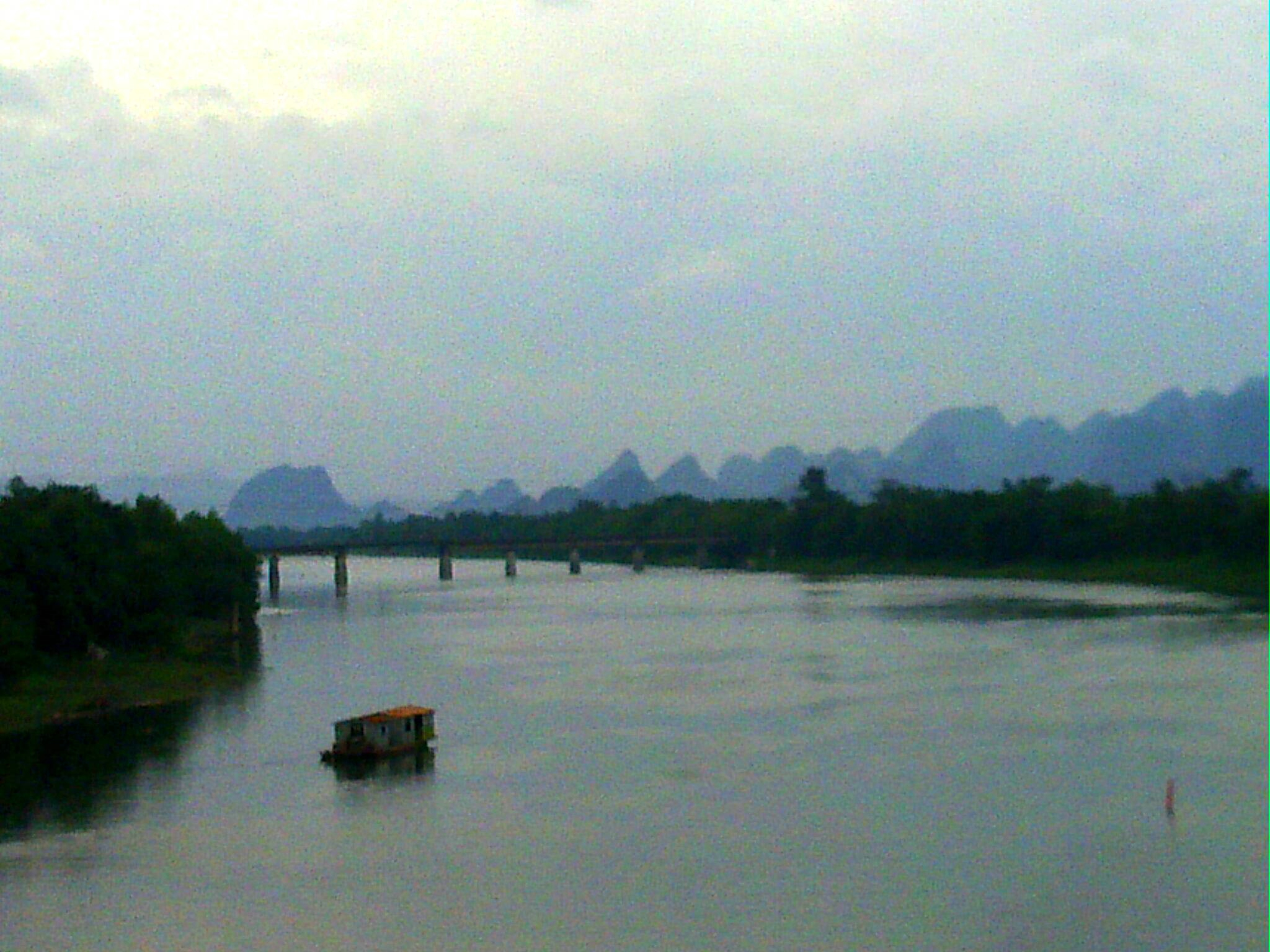
漓江铁路桥

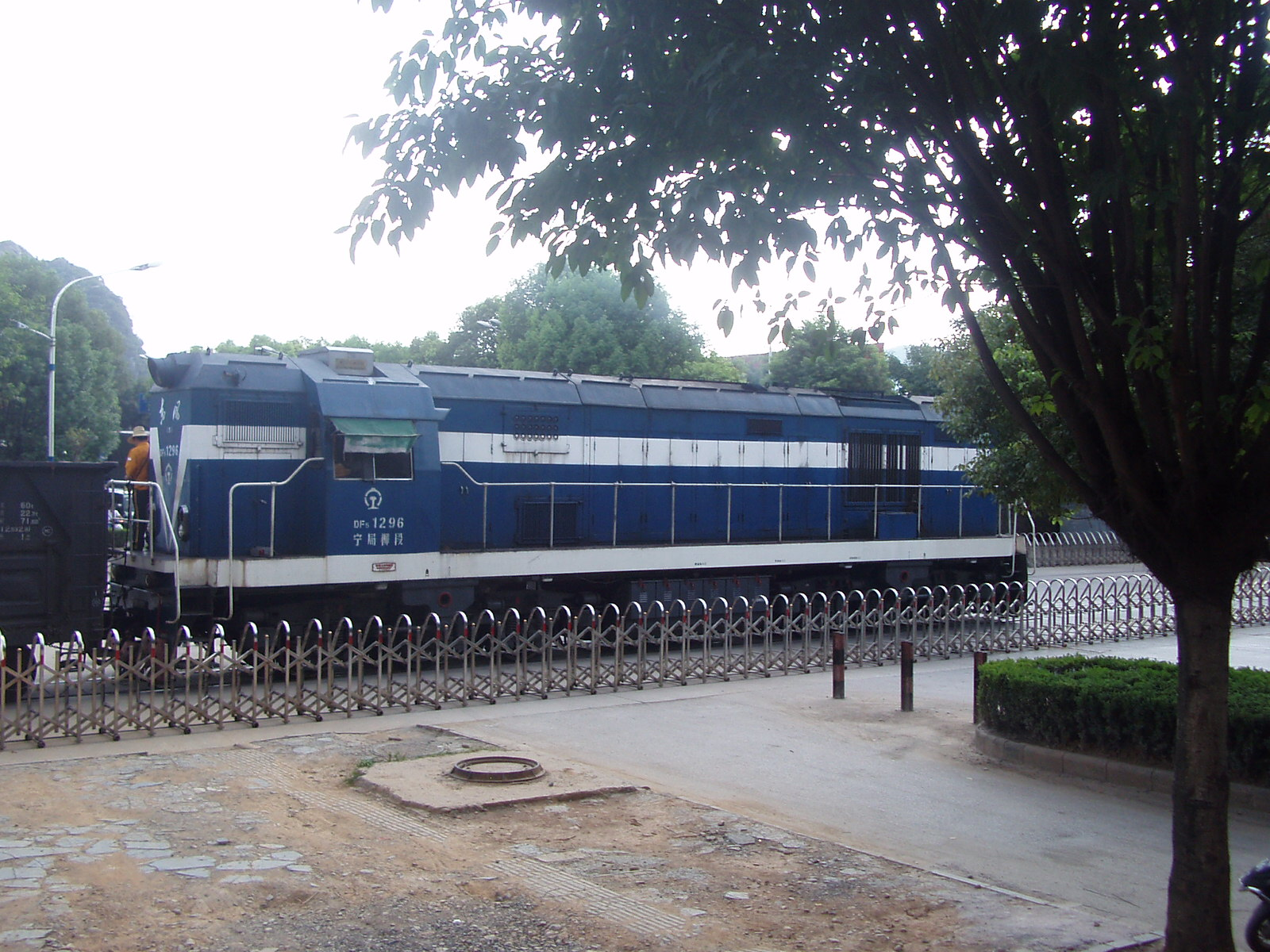
一台东风5型柴油机车牵引货运列车经过桂林桂海铁路兴进嘉园铁路道口，进入桂林南站。

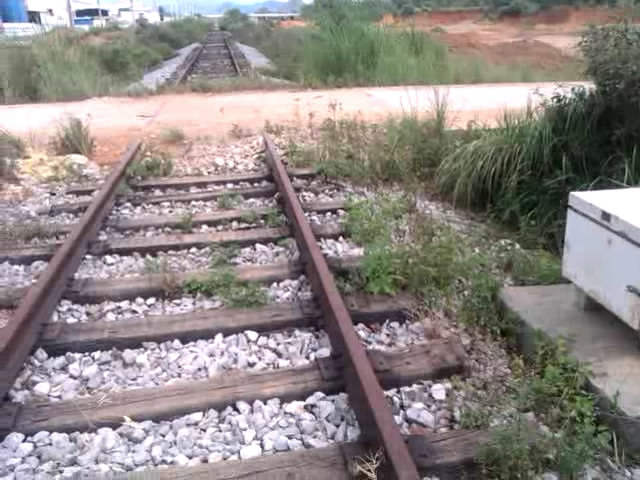
一处位于桂林东站到大圩站区间的非法铁路平交道口，这个道口用红泥将铁路封住。

桂海铁路为中华人民共和国广西桂林市的一条货运地方铁路。该铁路由桂林站南端接轨，南至桂林南站后东折跨过漓江，转向东南经桂林东站、大圩站后，原计划修建至灵川县海洋乡开发当地铁矿，外运铁矿石，全长46公里。但仅修建至袁家站。后拆除大圩站后铁轨。现桂林站至大圩站全长21.19公里。

## 历史
1958年9月，桂林专区成立桂海铁路修建委员会及总指挥部，柳州铁路局负责勘测和线路设计。该线修建的标准为：限制坡度桂林至海洋为5‰，反向为7.5‰，最小曲线半径为250米，车站股道有效长度为550—650米。当年9月18日桂海铁路兴工修建。并调集了邻近各县市民工1.9万余人参与路基和涵渠施工，柳局专业人员负责桥梁、信号等施工。1959年6月，施工团队完成了桂林站至灵川县大圩镇涧沙村的38公里路基，因缩短基本建设战线停建。
1961年桂林电厂扩建，利用已修建的路基并在约4公里处铺轨至电厂。1966年5月于桂海铁路4.127公里处开设平山货场，1967年1月1日正式运营，并改名为桂林南站，同时桂林—平山之间的线路和平山货场移交柳州铁路局桂林北站管理运营，不再属于地方铁路。 
1970年桂海铁路复工，由桂林市、桂林专区、柳州铁路局组织民工和铁路工人共1.3万余人参与建设，1970年12月9日开工。1971年5月，洪水冲毁袁家一带路基2公里，施工修复。1972年5月，铺轨至灵川县大圩镇袁家村，完成路基土石方76.11万立方米、桥梁3座（分别跨漓江、黄沙河、马料河）共350.774米、涵渠68座共1064.56米（新建和复建），铺轨26.868公里（其中正线22.83公里），完成房屋建筑3852平方米，通信、信号等设施共耗资800.60万元。
1973年10月，因海洋山铁矿蕴藏量小、品位偏低，铁矿停建，桂海铁路二期工程停工，此后未再复工。
1974年2月，桂林市为开发漓江以东地区，在漓江东岸开设桂林东站作为煤炭到达站，设2股道和卸煤线，投资60万元。
1976年8月1日起，桂林南站至大圩站段开始营业，并在桂林南站与湘桂铁路办理交接业务。
1982年，袁家站至大圩站的正线5.13公里被拆除。
2014年新建红岭专用线，从桂林南站东南侧的桂海线K5+277.78（DK0+000）引出，新建正线5.447km。同年年初，桂海铁路无限期停止桂林东站货运业务。

## 机车
在2009年之前，隶属于广西地方铁路的桂林东站先后自备建设型蒸汽机车和东风型柴油机车各两台以及一台GKD1型柴油机车，负责桂林南站到桂林东站区间线路的牵引及调车任务，而桂林站到桂林南站区间线路的牵引及调车任务由南宁铁路局柳州机务段桂林运用车间的东风5型柴油机车负责。
2009年桂林东站交由南宁铁路局接管，使该局在该铁路的牵引及调车任务范围扩展到桂林东站。而原配属于桂林东站的GKD1型柴油机车则在柳州机务段本部作为调车机车使用（后被封存），一台东风型柴油机车停放于桂林东站机修线尽头直至2017年10月被南宁铁路局出售。

## 现状
目前，桂林站到桂林南站区间线路仍在办理货运业务，由中国铁路南宁局集团负责维护；桂林南站至桂林东站区间停用，路线状况不佳，轨道锈蚀情况较严重；而桂林东站至铁路尽头区间线路荒废，沿线一些私设的平交道口用泥土或水泥将铁路封住，加上部分枕木已经腐朽以及铁轨架空，致使这段线路长期没有通车运营。
2017年8月有媒体报道称中国铁路总公司在是年8月8日于上海举办的铁路土地综合开发项目推介会上推出桂海铁路小火车观光旅游综合开发项目。